# Alexander Brown (Mathematiker)
Alexander Brown (* 5. Mai 1877 in Dalkeith; † 27. Januar 1947 in Kapstadt, Südafrika) war ein schottischer Mathematiker.

## Leben
Nach dem Schulabschluss studierte er von 1893 bis 1897 an der University of Edinburgh mit Abschlüssen in Mathematik und Naturphilosophie. Anschließend unterrichtete er an der High School in Dundee. 1898 wechselte er an die University of Cambridge. 1902 schloss er dort die Tripos-Prüfungen in Mathematik ab und ging 1903 nach Südafrika, wo er Professor für Angewandte Mathematik am South African College, der späteren Universität Kapstadt, wurde. Er blieb bis zu seinem Tod im Jahr 1947 in Kapstadt. Sein wissenschaftliches Interesse galt der Geometrie. 
Seit 1898 war er Mitglied der Edinburgh Mathematical Society. 1907 wurde er zum Mitglied (Fellow) der Royal Society of Edinburgh gewählt. 1918 wurde er als Mitglied in die Royal Society of South Africa aufgenommen. Er war für mehrere Jahre Mitglied des Council und von 1942 bis 1945 Präsident der Gesellschaft.